# Emelina Fernández Soriano
Emelina Fernández Soriano (Almería, 1950) es una jurista, doctora en Ciencias de la Comunicación, profesora universitaria y política española. Es experta en temas audiovisuales y de regulación y fue fundadora de la Asociación para la Defensa de la Imagen Pública de la Mujer. Fue miembro del primer Consejo de Administración de RTVA desde 1987 hasta 1994 siendo su portavoz durante siete años. En 2004 fue elegida Senadora por el PSOE. Desde marzo de 2011 a julio de 2019 fue presidenta del Consejo Audiovisual de Andalucía.

## Biografía
Nació en Almería. Era la segunda de ocho hermanos, hija de una familia de farmacéuticos y médicos. Aunque en un principio se matriculó en Químicas abandonó la carrera. En 1969 se instaló en Málaga y retomó su formación licenciándose en Derecho y doctorándose en Ciencias de la Comunicación.
En los años 70 se afilió al Partido Socialista Obrero Español partido con el que fue concejala, delegada de cultura y senadora. Hasta 1984 ejerció la abogacía. Después fue nombrada delegada de Cultura de la Junta en Málaga cargo que ejerció entre 1984-1987. Fue miembro del primer Consejo de Administración de RTVA desde 1987 hasta 1994 siendo su portavoz durante siete años.
Fue fundadora de la Asociación para la Defensa de la Imagen Pública de la Mujer.
En 2004 fue elegida senadora por Málaga y reelegida en 2008. Fue ponente de la Ley de Creación de la nueva Corporación de RTVE, de la Ley de la Publicidad Institucional, de la Ley de Financiación de la TV pública y de la Ley General de Comunicación Audiovisual. También fue viceportavoz de la Comisión mixta Congreso-Senado de control de RTVE y portavoz en el Senado de todos los temas relacionados con la Comunicación.  También ha sido miembro de la Delegación Española del Consejo de Europa, Comisión de Comunicación y Cultura, y de la Unión Europea Occidental.
Renunció al escaño en marzo de 2011 tras su nombramiento como presidenta del Consejo Audiovisual de Andalucía sustituyendo a Juan Montabes  y subrayando la necesidad de cumplir con el pluralismo, el fomento de la igualdad y la defensa de la infancia. Terminó su mandato en julio de 2019 siendo sustituida por Antonio Checa.
Es profesora titular de la Facultad de Ciencias de la Comunicación de la Universidad de Málaga.

## Publicaciones
Es autora de varios libros y publicaciones sobre las industrias culturales, comunicación y género. Entre ellos:
- Identidades regionales y locales en la era de la comunicación transnacional  (1998) Coordinadora. Sociedad y Ciencias Sociales. ISBN 8474966965
- Canal Sur, Una Televisión Regional en Europa (2000) Universidad de Málaga